# Leoni Sipkes
Leoni Sipkes (Den Haag, 2 april 1949) is een Nederlandse politica en bestuurder.
Sipkes was Tweede Kamerlid voor de PSP en GroenLinks en burgemeester van de gemeente Koggenland (2007-2013). Tussen 2004 en 2007 was zij waarnemend burgemeester van Wester-Koggenland, dat per 1 januari 2007 met Obdam fuseerde tot de gemeente Koggenland. Zij zat een college van VVD en het CDA voor. Zij is tevens lid van het bestuur van Stichting Maatschappij en Krijgsmacht.

## Levensloop
Sipkes kwam uit een gereformeerd gezin. Haar ouders scheidden toen zij zes was. Zij bezocht de Middelbare Meisjesschool, maar voltooide die niet. Vervolgens deed zij de MULO-A. Sipkes trouwde op jonge leeftijd en werkte als doktersassistente. Toen zij drie kinderen kreeg en huisvrouw werd, bleek dit haar niet te liggen en kwam ze in het actiewezen terecht. Sipkes werd actief bij het Interkerkelijk Vredesberaad. Tussen 1980 en 1985 studeerde ze politicologie, specifiek de leer der internationale betrekkingen aan de Katholieke Universiteit Nijmegen. In 1984 had zij een tijdelijke onderzoeksplaats bij het Centrum voor Vredesvraagstukken. Vervolgens was zij werkzaam bij de Nederlandse Vereniging voor een Nieuw Internationaal Ontwikkelingsbeleid (tussen 1986 en 1988). In die periode was zij ook lid van de redactie van Kerk en Vrede, van de commissie internationale Zaken van Pax Christi en van het landelijk overleg vredesorganisaties van het Komitee Kruisraketten Nee. Tussen 1988 en 1990 was zij werkzaam bij de Nederlandse Vereniging voor Medische Polemologie. Ook richtte zij Vrouwen tegen Kernwapens op.
In 1990 werd zij Tweede Kamerlid voor de Pacifistisch Socialistische Partij, in de fractie van GroenLinks. Sipkes is een overtuigd pacifiste. Als Kamerlid hield zij zich veel bezig met vraagstukken over oorlog en vrede, zo interpelleerde zij minister Van Mierlo van Buitenlandse Zaken over de kernproeven die Frankrijk hield op het eiland Mururoa in de Stille Oceaan. In 1994 deed Sipkes samen met Paul Rosenmöller een vergeefse gooi naar het duo-lijsttrekkerschap van GroenLinks. In een referendum onder partijleden werd het duo Ina Brouwer/Mohammed Rabbae gekozen. Zij bleef tot 1998 Kamerlid. Zij was tussen 1994 en 1998 vice-fractievoorzitter en fractiesecretaris. Zij was buitenlandwoordvoerder en hield zich bezig met vreemdelingenzaken.
Op 15 juni 2013 trad Sipkes af als burgemeester van Koggenland. De benoeming van haar opvolger Rob Posthumus ging in op 1 juli 2013.
- International Standard Name Identifier: 0000 0003 8893 4141
- Nederlandse Thesaurus van Auteursnamen: 069533512
- Parlement.com: vg09llpfmgpc
- Virtual International Authority File: 282199464
- WorldCat: E39PBJymFpXPkwt7cfdTTvDDv3